# Lucky Luke (film, 1991)
Lucky Luke är en engelskspråkig amerikansk-italiensk western-komedi från 1991, regisserad av Terence Hill, som också spelar titelrollen. Manuset är skrivet av regissörens hustru Lori Hill och baseras på den animerade Lucky Luke rensar stan med Morris tecknade seriefigur.

## Handling
Den snabbskjutande cowboyen Lucky Luke blir vald till sheriff i den nyanlagda staden Daisy Town. Som lagens upprätthållare lär han känna den vackra saloon-ägarinnan Lotta Legs, och rensar upp bland stadens banditer. Slutligen sätter han stopp för bröderna Daltons planer att hetsa stadsborna och traktens indianer mot varandra.
Lukes trogna häst Jolly Jumper är filmens berättare.

## Om filmen
Filmen är den första officiella spelfilmen baserad på den fransk-belgiska serien med samma namn. 1992 följdes filmen av en åtta avsnitt lång tv-serie, med samma skådespelare och samma produktionsteam. På dvd-utgåvan av tv-serien finns långfilmen med som pilotavsnitt.
Filmen är löst baserad på den animerade långfilmen Lucky Luke rensar stan (Daisy Town) från 1971. Till skillnad från den animerade filmen är dock spelfilmen producerad utan inblandning av den seriens skapare Morris.
Svensk premiärvisning skedde på Sandrews biografer den 9 oktober 1992.

## Rollista (i urval)
| Terence Hill             | – Lucky Luke           |
| Nancy Morgan             | – Lotta Legs           |
| Roger Miller             | – Jolly Jumper         |
| Ron Carey                | – Joe Dalton           |
| Dominic Barto            | – William Dalton       |
| Bo Greigh                | – Jack Dalton          |
| Fritz Sperberg           | – Averell Dalton       |
| Arsenio "Sonny" Trinidad | – Ming Li Fu           |
| Neil Summers             | – Vicesheriffen Virgil |
| Mark Hardwick            | – Bartendern Hank      |

### Fotnoter
1. ↑  ”Svensk filmdatabas”. http://www.sfi.se/sv/svensk-filmdatabas/Item/?type=MOVIE&itemid=16737&ref=%2ftemplates%2fSwedishFilmSearchResult.aspx%3fid%3d1225%26epslanguage%3dsv%26searchword%3dLucky+Luke%26type%3dMovieTitle%26match%3dContain%26page%3d1%26prom%3dFalse. Läst 11 mars 2012.